# Grupo Um
Grupo Um foi grupo brasileiro de música instrumental, criado pelos irmãos Lelo Nazário e Zé Eduardo Nazário em 1976, quando faziam parte da seção rítmica dos músicos que tocavam com Hermeto Pascoal. Desenvolveram um trabalho com identidade própria, bem diferente da concepção de Hermeto, que se permitia influenciar pela música eletrônica e pela música eletroacústica. 
Completavam o grupo: Zeca Assumpção, Mauro Senise e Carlinhos Gonçalves, formação que gravou seu primeiro álbum, Marcha Sobre a Cidade, de 1977. Em formações seguintes, contaram com participações como as de Rodolfo Stroeter e Felix Wagner.  
Os irmãos Nazário se dedicaram às suas carreiras individuais e em participações com outros grupos, além de terem relançado, pelo selo Editio Princeps, todos os trabalhos do Grupo Um das décadas de 70 e 80.

## Integrantes
- Zé Eduardo Nazário - Bateria e Percussão.
- Lelo Nazário - Piano, Teclados.
- Zeca Assumpção - Contrabaixo.

Com participação dos músicos
- Rodolfo Stroeter - Contrabaixo
- Teco Cardoso - Sax
- Roberto Sion, Teco Cardoso, Mauro Senise: Sax e Flauta
- Marcio Montarroyos - Trumpete
- Felix Wagner - Sax, Piccolo e Flauta
- Carlinhos Gonçalves - Percussão

## Discografia
- Marcha Sobre a Cidade (1979)
- Reflexão Sobre a Crise do Desejo (1981)
- Flor de Plástico Incinerada (1982)
- Uma Lenda ao vivo (2016)